# Wayatinah Lagoon
Wayatinah Lagoon är en lagun i Australien. Den ligger i delstaten Tasmanien, i den sydöstra delen av landet, omkring 85 kilometer nordväst om delstatshuvudstaden Hobart. 
I omgivningarna runt Wayatinah Lagoon växer i huvudsak städsegrön lövskog. Trakten runt Wayatinah Lagoon är nära nog obefolkad, med mindre än två invånare per kvadratkilometer. Genomsnittlig årsnederbörd är 1 078 millimeter. Den regnigaste månaden är september, med i genomsnitt 130 mm nederbörd, och den torraste är februari, med 46 mm nederbörd.